# Сухачівка
Сухачівка — мікрорайон на заході міста Дніпро, колишнє козацьке село біля річок Річиця та Дніпро. Розташований на захід від житлового масиву Діївки і на північний схід від місцевості Таромське. Територіально входить до складу Новокодацького району міста Дніпро. Вздовж річки Сухачівка знаходяться численні бази відпочинку.

Ботанічна пам'ятка природи «Ділянка тополевих насаджень»

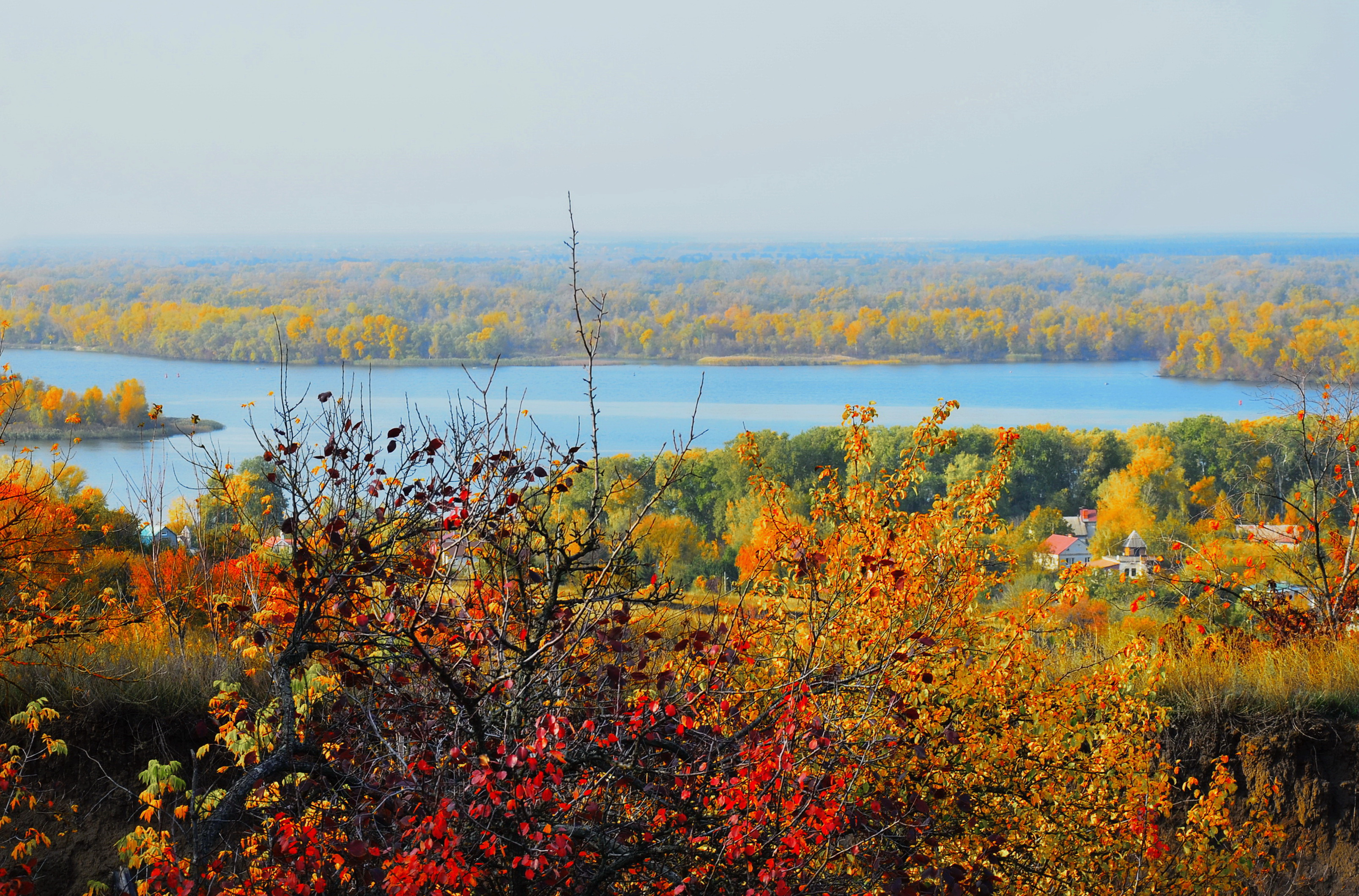
Вид з Таромської гори

На півдні знаходяться лісові Таромська гора та Біла балка. За 1 км на північний захід від Сухачівки розташована ботанічна пам'ятка природи місцевого значення «Ділянка тополевих насаджень». 

## Історія
За переказами місцевість отримала назву на честь запорозького козака Сохача або Сухача, який тут оселився. Дмитро Яворницький писав:
|  | Тут жив запорожець-чумак, Іван Сохач; багатенький був: возів по шість, по вісім у дорогу споряжав |

За словами Дмитра Яворницького, козак Сохач заселив Сухачівку своїми родичами і знайомими з Кобеляк. Після ліквідації Запорозької Січі у 1775 році тут оселилася також інша частина козаків.
У 1784 році місто Катеринослав було вирішено перенести у Половицю. Невдовзі українські мешканці Половиці були переселені у Сухачівку та Діївку, з метою звільнення їх хат для мешканців з Катеринославу (Кільченського). 1793 року стару Казанську церкву з Половиці (Катеринослава) було перенесено до Сухачівки.
Станом на 1859 рік Сухачівка була державним селом і налічувалося 198 подвір'їв, 1 православна церква й мешкало 1106 осіб.
Станом на 1886 рік у селі Діївської волості Катеринославського повіту Катеринославської губернії мешкало 1140 осіб, налічувалося 228 дворових господарств, існувала православна церква.
За переписом 1897 року в Сухачівці налічувалось 490 господарств, 1215 чоловіків, 1302 жінки, разом — 2517 осіб; 1 паровий і 7 вітряних млинів, 1 маслобійка, 1 ковальня. У Таромському на горі, була побудована залізнична станція Сухачівка, назва якої іноді помилково переноситься на Таромське.

## Заклад освіти
- Комунальний заклад освіти «Навчально-виховний комплекс № 103 „Школа І—ІІІ ступенів - дошкільний навчальний заклад (ясла-садок)“» Дніпровської міської ради (вул. Доблесна, 164)[3].

## Релігія
У Сухачівці знаходяться наступні сакральні споруди релігійних громад:
- Храм Святого апостола Іоана Богослова (вул. Нарвська, 171);

- Храм Успіння Пресвятої Богородиці (вул. Велика Діївська, 457);
- Православний храм (вул. Велика Діївська, 430).

## Галерея

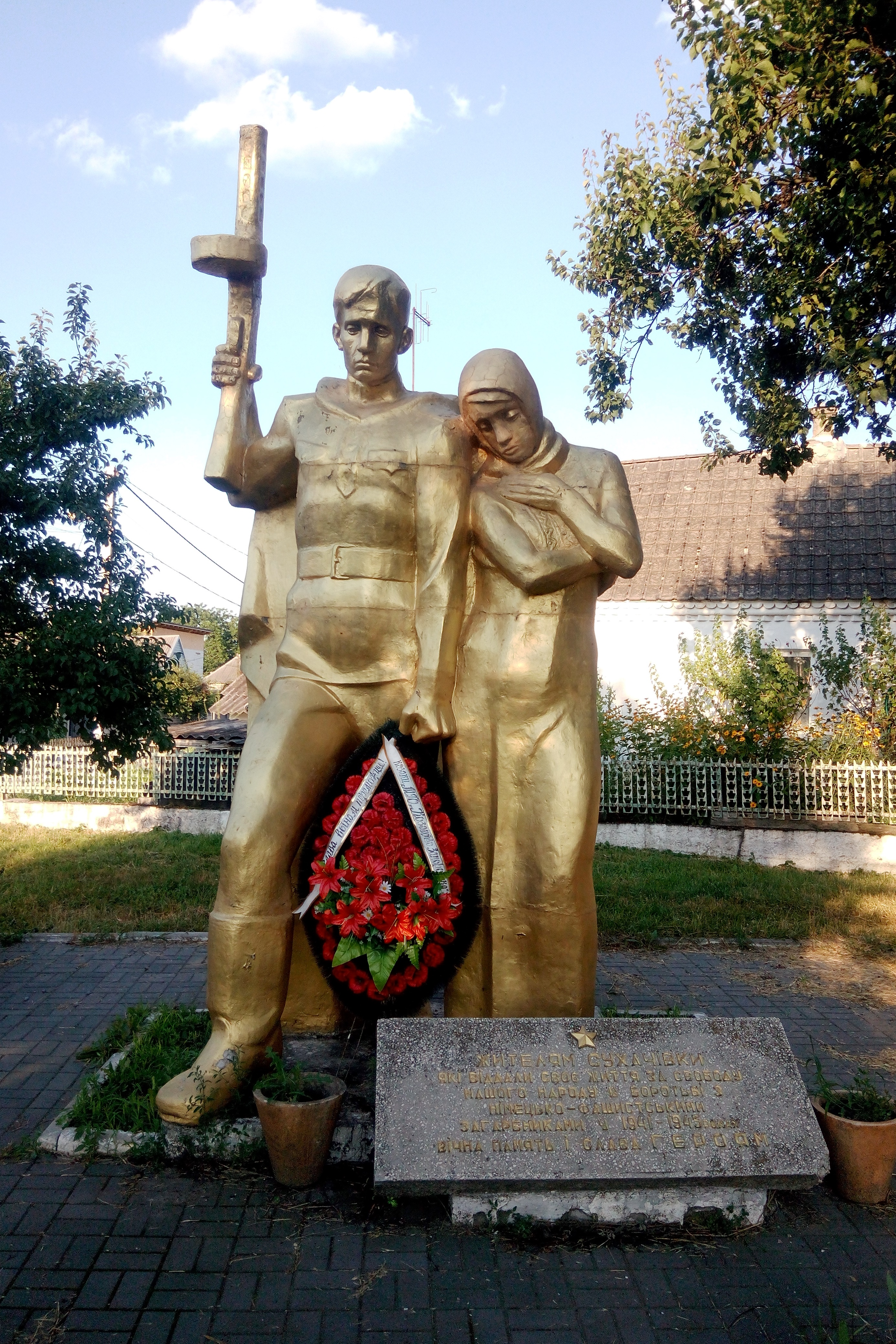
Військовий меморіал
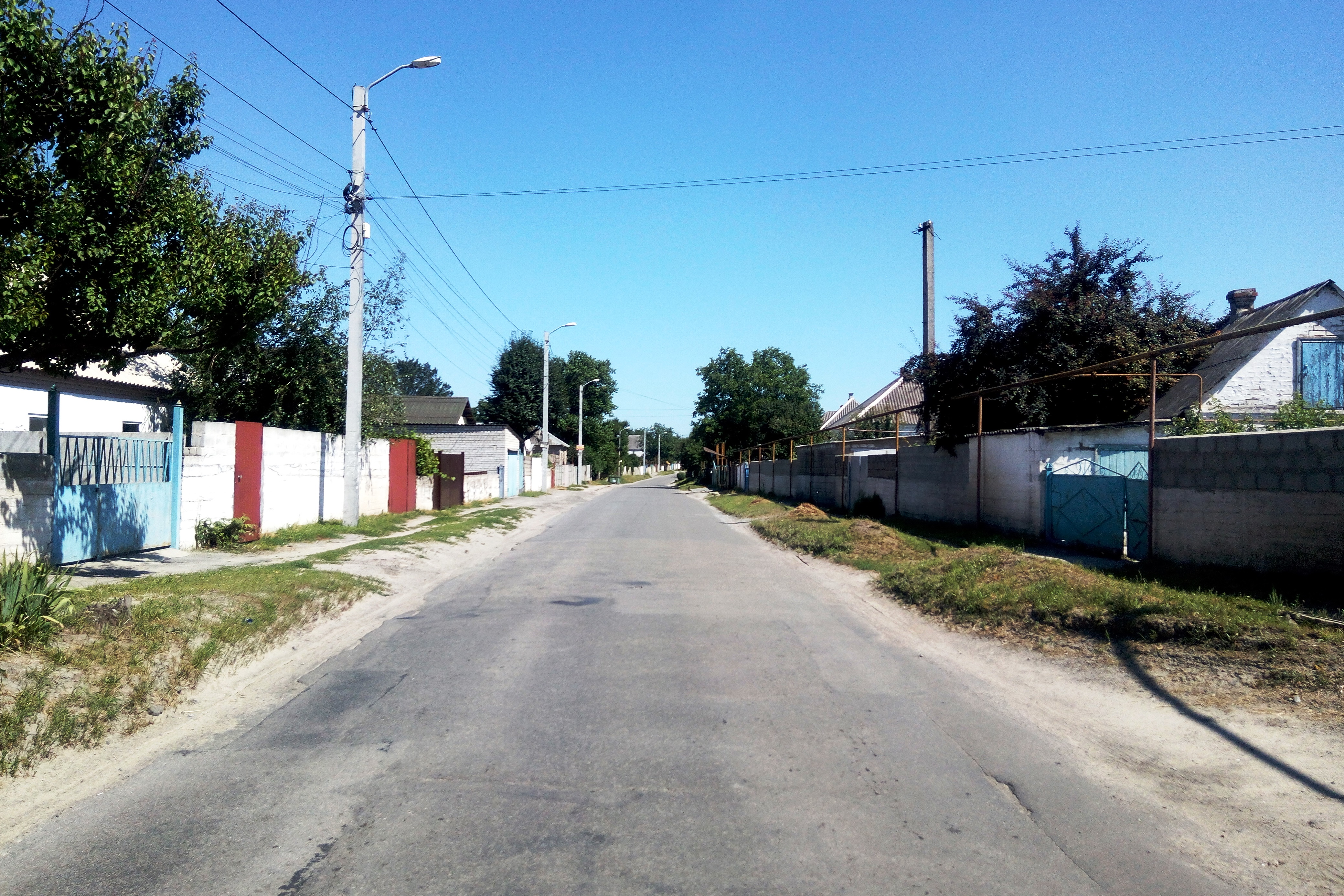
Вигляд на вулицю Доблесну
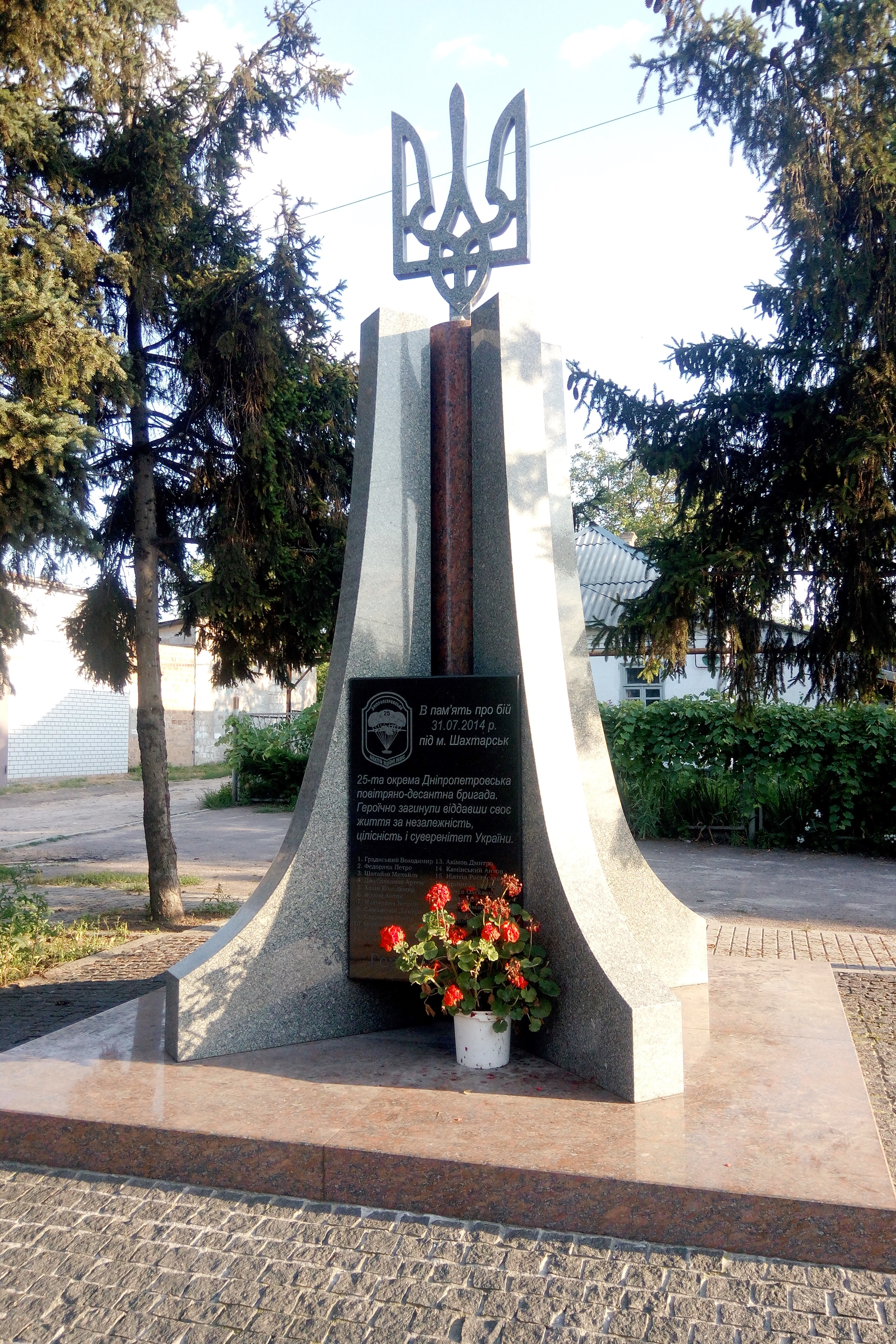
Пам'ятник загиблим десантникам 25 ОПДБр
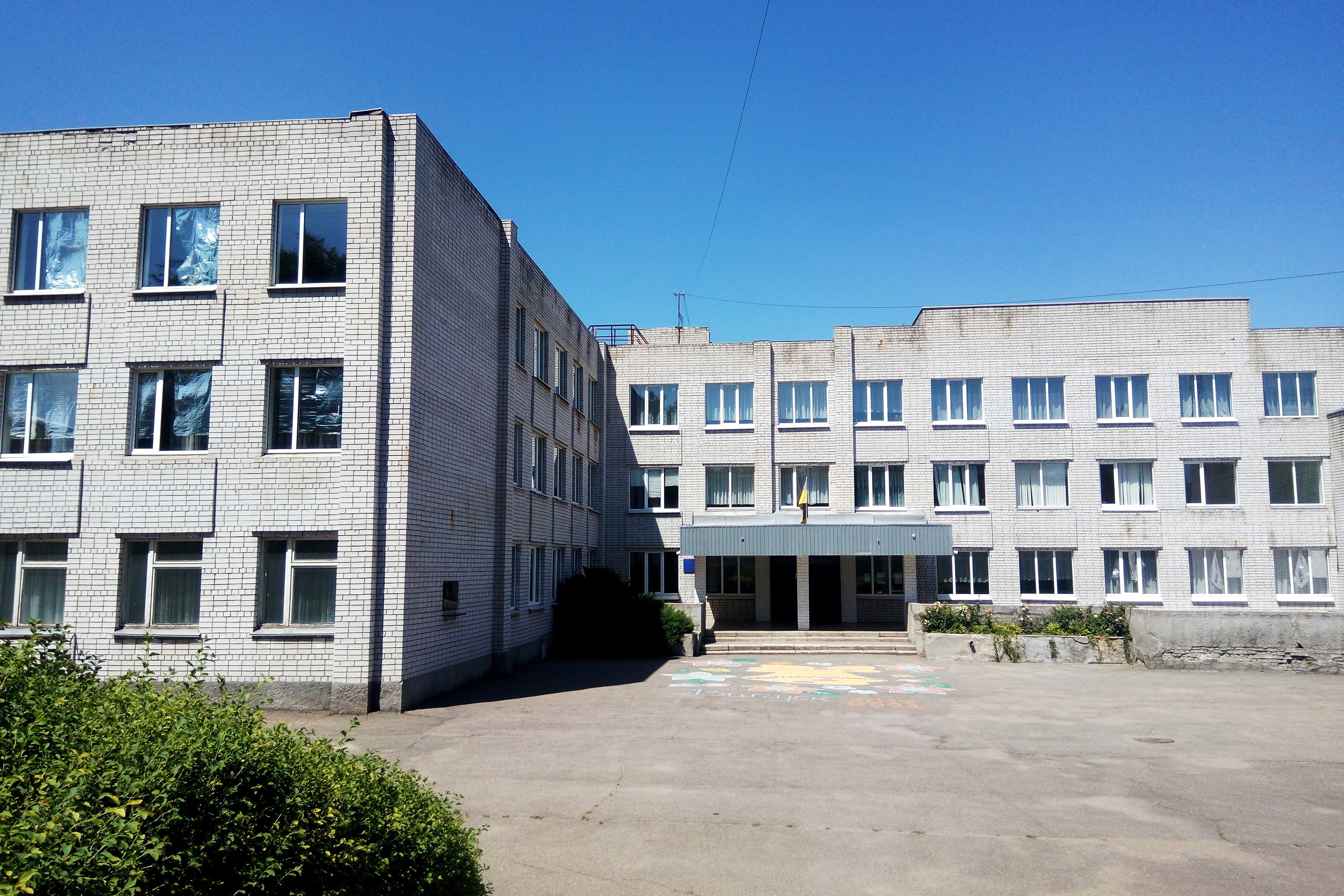
КЗ "Дніпровський навчально-виховний комплекс № 103"
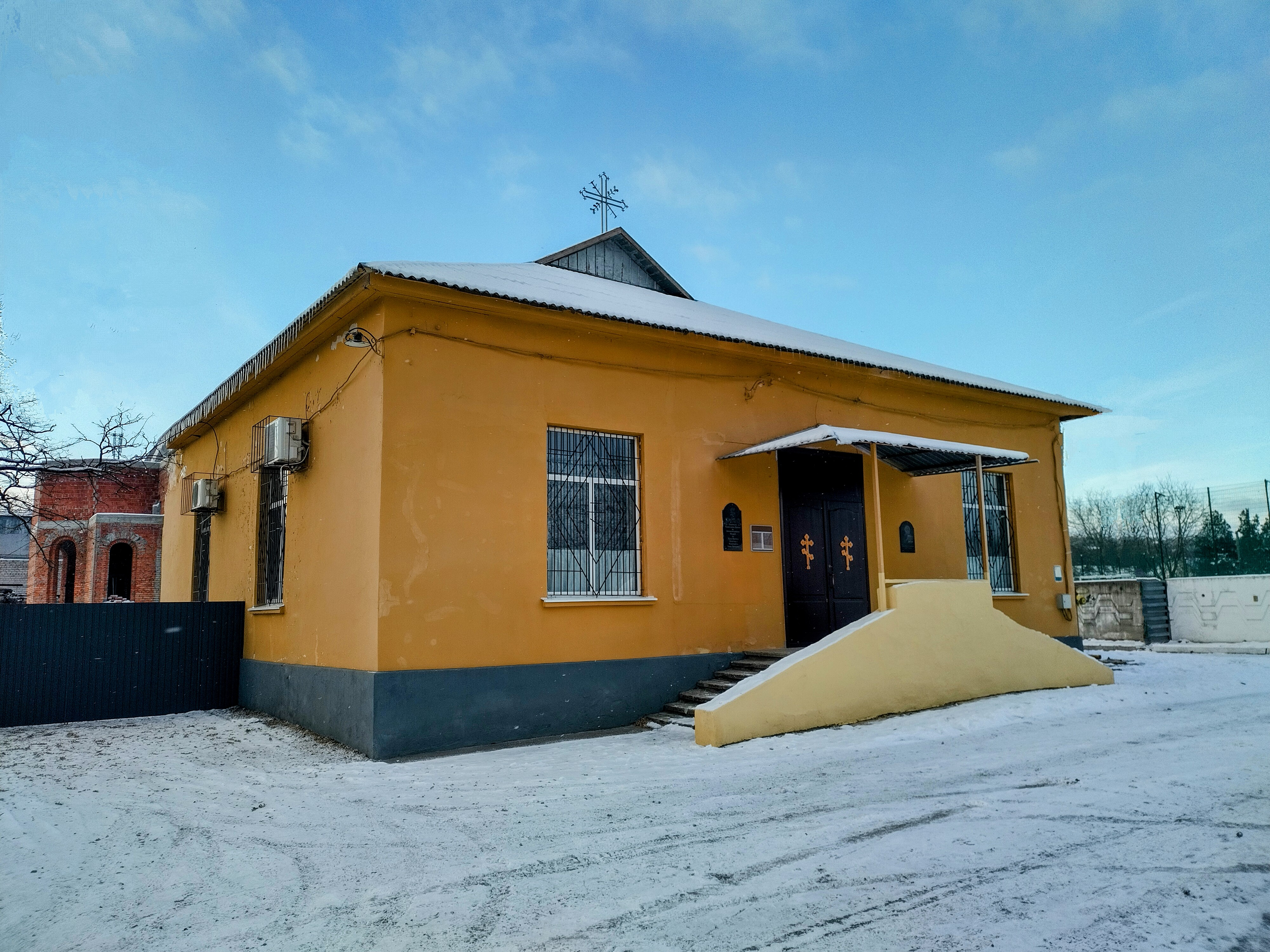
Храм Святого апостола Іоана Богослова
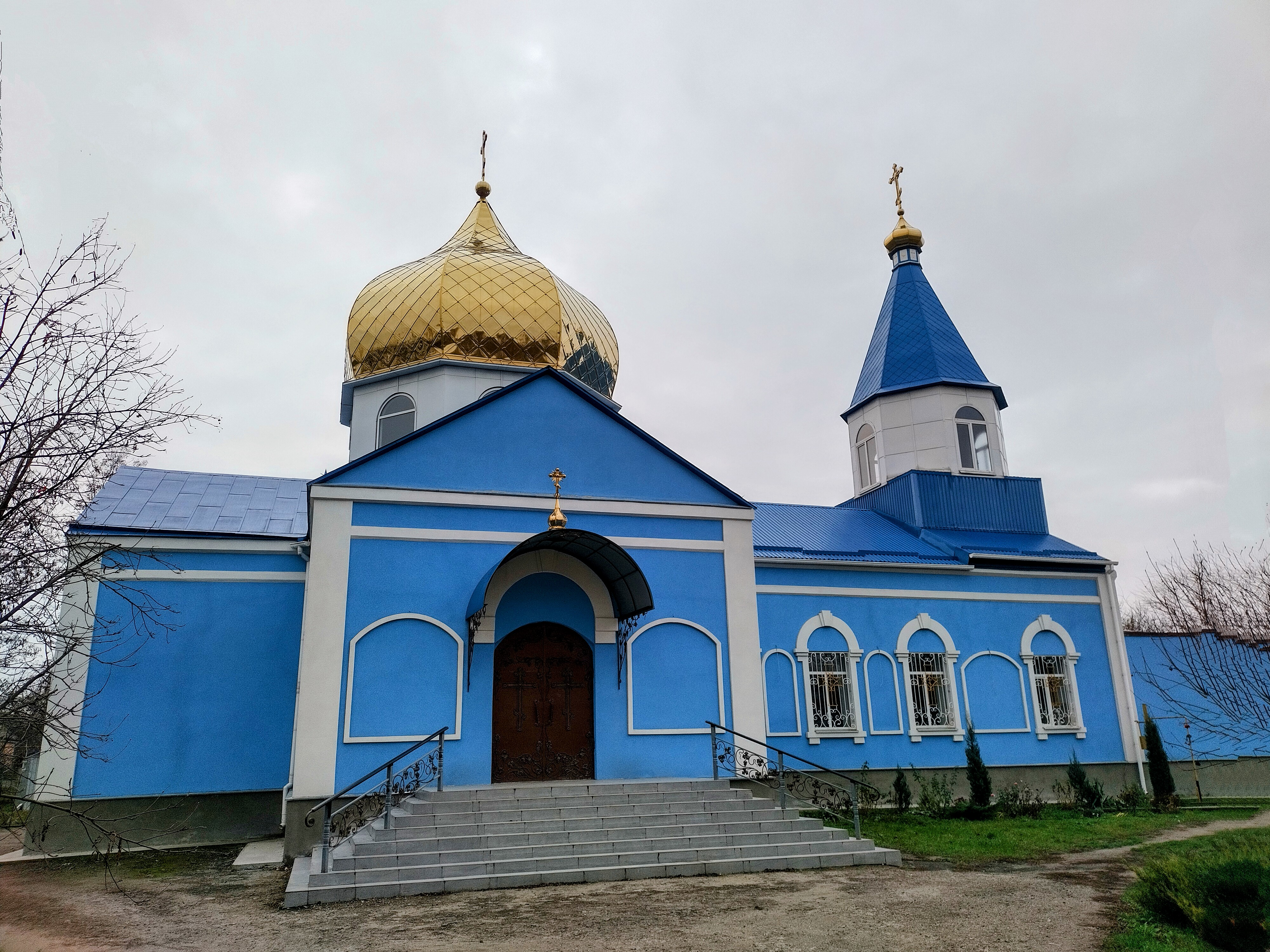
Храм Успіння Пресвятої Богородиці